# El vuelo de los cóndores
El vuelo de los cóndores es un cuento del escritor peruano Abraham Valdelomar, famoso escritor peruano que forma parte del grupo de los llamados «cuentos criollos». Escrito en 1913, fue publicada por primera vez el 28 de junio de 1914 en el diario limeño La Opinión Nacional. Es una «bella historia de ternura de hogar, de solidaridad social, de indignación y del despertar adolescente a nuevos sentimientos».

## Historia de su publicación

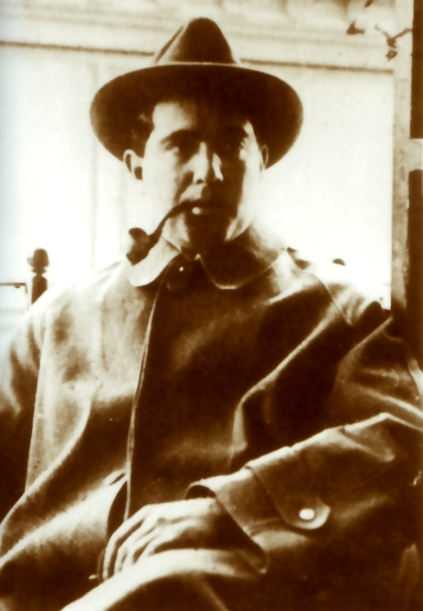
Abraham Valdelomar en Roma, 1914.

Abraham Valdelomar debió tener ya en mente el proyecto del cuento antes de partir a Italia como diplomático en 1913. En la ciudad de Roma lo escribió, con la idea de que formara parte de un proyectado libro de cuentos de «sabor peruano». Todos estos datos se desprende de la correspondencia que el escritor sostuvo entonces con su amigo, el poeta Enrique Bustamante y Ballivián, y con su madre, la Sra. Carolina Pinto de Valdelomar.
En una de las cartas que envía a su madre, dice textualmente lo siguiente:

Contéstame a vuelta de correo, escribe, estas preguntas que son indispensables porque el primer libro que publicaré pronto será un libro con tres novelitas cortas en que todo pasa en Pisco, pero me he olvidado algunos detalles. Son tres novelitas, Los ojos de Judas, que escribí en Lima, El buque negro, en el que verás cosas que te son conocidas de Pisco, y también El vuelo de los cóndores. Naturalmente, hay mucho de fantasía, pero mucho de verdad, sobre todo en la descripción de ciertas cosas. Quiero saber, por ejemplo, cómo se llaman esas hojas redondas que hay en las acequias sobre el agua, en Pisco, verdes, que sirven para curar las paperas, y esa yerbecita verde que crece en las sangraderas, que había mucho en Ica; dime cómo se llama la iglesia que está tapiada en Pisco, como quien va a un pepinal, pasando la iglesia de la Compañía y ya en las afueras; si fue iglesia y convento o simplemente iglesia; y si acaso te acuerdas de algunas de esas coplas que cantaban los payasos en las esquinas cuando salían a convidar por las tardes en Pisco; también dime si recuerdan ustedes que un circo Nelson y Vidal que hubo en Pisco, no tenía una chiquilla que trabajaba en el circo y que se cayó una noche haciendo una prueba y casi se mata o se mató…

Es decir, el escritor le pedía a su madre datos de referencia destinados a ambientar su cuento y a fijar verosímilmente al personaje principal: Miss Orquídea. Conviene aclarar que era uso común suyo llamar «novelas» o «novelitas» a lo que propiamente no eran sino cuentos, y que su proyectado libro de «novelitas», del que hablaba con entusiasmo a su madre, no pudo editarse entonces. El cuento apareció, como ya dijimos, publicado el 28 de junio de 1914 en el diario limeño La Opinión Nacional. Luego fue incluido en el libro de cuentos de carácter misceláneo, del mismo autor: El caballero Carmelo (Lima, 1918).

## Argumento

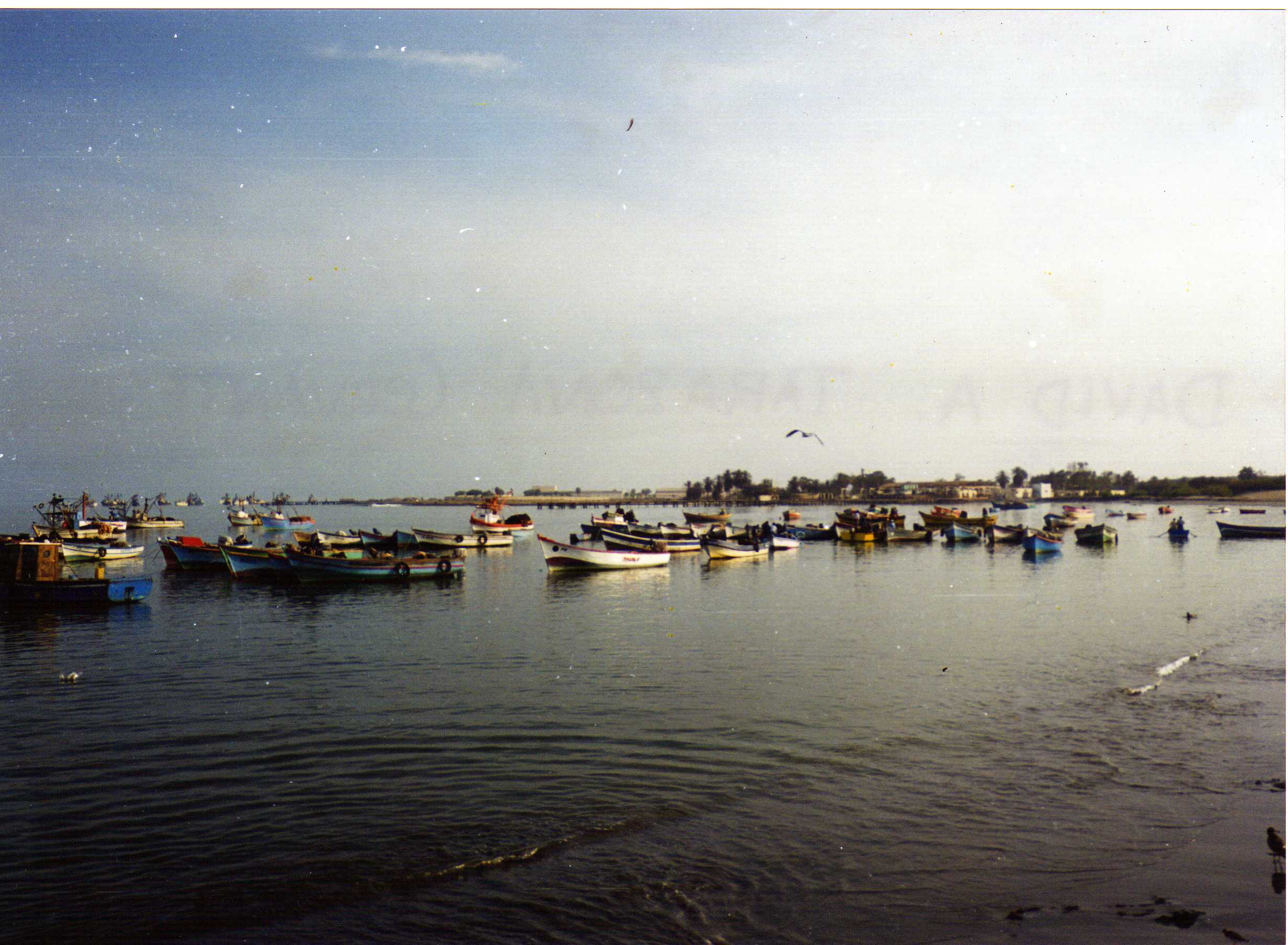
Pisco Playa, uno de los escenarios de los cuentos criollos de Valdelomar.

La historia se desenvuelve en el puerto de Pisco, en la costa desértica peruana, a fines del siglo XIX. El autor narra una experiencia inolvidable que tuvo siendo niño: su encuentro con el mundo del circo (una de las pocas distracciones de los niños en ese entonces), y su amor platónico por una hermosa niña que actuaba de trapecista en dicho circo. Aunque hay que señalar que su relato no es estrictamente autobiográfico, sino que está recreado e idealizado, usando las licencias permitidas a los creadores literarios. El mismo escritor lo explica en la ya citada carta que dirige a su madre: “Naturalmente, hay mucho de fantasía, pero mucho de verdad, sobre todo en la descripción de ciertas cosas”.
Veamos el argumento. El niño Abraham, entonces de 9 años de edad, se entusiasmó sobremanera con la llegada del circo a su pueblo. A la salida de la escuela se fue al muelle a contemplar el desembarco de los artistas. Entre ellos vio a una niña rubia que le llamó mucho la atención. Tanta fue su impresión que el circo devino para él en una idea fija. Entre sueños, vio a todos los artistas desfilando delante de él, entre ellos a la niña rubia, que la miraba sonriente. De vuelta a la vida real, recibió una sorpresiva y grata noticia: su padre había comprado entradas para que toda la familia fuera al circo a gozar con el espectáculo. Leyendo el programa, Abraham  se enteró de que uno de los números más emocionantes y peligrosos, denominado “el Vuelo de los Cóndores” sería realizado por una niña trapecista, apodada Miss Orquídea, que no podía ser otra que la misma criatura bella que viera en el muelle. Muy emocionado Abraham asistió al espectáculo. Ante sus ojos desfilaron el barrista que daba el salto mortal, el caballo que respondía los problemas de aritmética con movimientos de cabeza, el oso bailarín, el mono que hacía formidables piruetas y los graciosos payasos. Sin embargo, el número central era "El Vuelo de los Cóndores" cuya magnificencia se plasmaba en el ritmo gimnástico del movimiento y el suspenso generado en los asistentes. Se trataba de que Miss Orquídea cambiase de trapecio desde una altura muy elevada. La osadía de la prueba fue tan impactante que de lejos fue el acto más aplaudido. El clamor del público hizo que el dueño del circo ordenara la repetición del acto, pese a su peligrosidad. Pero esta vez la niña se soltó antes de tiempo y cayó, salvándole de una muerte segura la red protectora, aunque resultó muy herida. Abraham quedó muy apesadumbrado por este terrible accidente. El circo continuó sus funciones aunque ya no dieron más la acrobacia. Luego, en uno de sus paseos habituales cerca al muelle, Abraham vio a Miss Orquídea postrada en un sillón, en la terraza de una casa situada frente a la playa. La vio muy pálida y delgada. Ocho días seguidos fue a contemplarla desde cierta distancia. La niña solo le sonreía. Al noveno día, Abraham ya no la encontró y entonces recordó que el circo estaba a punto de partir. Corrió entonces hacia el muelle, y llegó justo antes de que los artistas empezaran a embarcarse. Entre ellos divisó a la tierna artista, que tosía repetidamente; avanzando entre la muchedumbre logró alcanzarla. La niña lo miró e hizo un esfuerzo para brindarle una última sonrisa, diciéndole "adiós", que él correspondió de igual modo. Luego ya en el bote pequeño que la conducía al vapor, la niña sacó su pañuelo y de lejos lo flameó como último gesto de despedida. Abraham la contempló, moviendo la mano, hasta que la vio perderse definitivamente en el horizonte. El adiós de Miss Orquídea fue triste pero, no obstante, la dulzura de su espíritu quedó eternamente grabada en la memoria de Abraham.

## Estructura
Este cuento está dividido en siete secciones o capítulos cortos.
I.- Luego de salir de la escuela, a las 5 de la tarde, Abraham se detiene en el muelle, para ver el desembarco del circo. Observa a varios de los recién llegados, entre quienes la muchedumbre identifica al barrista, al domador y al payaso; ve también a una niña rubia y sonriente, que iba llevada de la mano de un hombre viejo y adusto. Esta distracción le costó a Abraham llegar tarde a su casa, ante la preocupación de su madre y sus hermanos. Lo castigan: sin dejarlo cenar lo mandan a su habitación. Su pequeña hermanita trata de consolarlo regalándole sus pequeños bienes: unas galletas, un trompo y unos centavos. A ella le cuenta sobre la llegada del circo y sus integrantes. Luego la madre sube a verle y le riñe blandamente, para finalmente perdonarle. 
II.- Aquella noche, Abraham sueña con el circo. Ve a todos los artistas, a los volantineros, incluyendo a la niña rubia que le sonríe. Llega el día sábado y durante el almuerzo el padre da una grata sorpresa a sus hijos: saca de su bolsillo un sobre que contenía entradas del circo, para toda la familia. Leyendo el programa Abraham se entera de que uno de los actos más temerarios y emocionantes, denominado el “Vuelo de los cóndores”, será realizado por una niña trapecista, que no podría ser otra sino la misma que había visto en el muelle: Miss Orquídea.
III.- Otro día se oye ruidos en la calle, y Abraham y sus hermanos salen a ver lo que ocurría. Era el desfile de los artistas y volantineros del circo. Precedidos por una orquesta de músicos, iban montados en sendos caballos la hermosísima miss Blutner, el musculoso barrista Mester Kendall y la niña trapecista Miss Orquídea, “una bellísima criatura, que sonreía tristemente”. Más atrás iba el mono, montado en un pequeño asno, y el payaso Confitico, que deleita a la muchachada con sus coplas burlescas. El cortejo se pierde al finalizar la calle, tras una inmensa polvareda.
IV.- Llega el día tan esperado. Toda la familia asiste al circo. Abraham contempla emocionado el espectáculo. Ante sus ojos desfilan el barrista que daba el salto mortal, el caballo que respondía los problemas de aritmética con movimientos de cabeza, el oso bailarín, el mono que hacía formidables piruetas y los graciosos payasos. Luego se anuncia el número más esperado: el “Vuelo de los Cóndores.”
V.- El acto de acrobacia llamado el “Vuelo de los Cóndores” lo realiza Miss Orquídea una chica sencilla. La prueba consistía en que la niña tomara el trapecio y, colgada de él, atravesara el espacio donde otro trapecio lo esperaba, debiendo en la gran altura cambiar de trapecio. Ante un público silencioso e inmóvil, la niña logra con  éxito la riesgosa prueba. Se escuchan aplausos delirantes del público sorpresivamente del acto, lo que empuja al dueño del circo a ordenar la repetición del acto. Pero en esta segunda oportunidad "Miss Orquídea" se suelta del trapecio, cae en la red y rebota repetidamente, golpeándose de mala manera. Abraham ve con espanto cómo el pañuelo de la delicada niña se mancha de sangre, al momento en que la auxilian. 
VI.- Pasan algunos días. Abraham recuerda aún con tristeza a la pobre niña humilde. El padre de Abraham ya no quería que sus hijos fueran al circo, a pesar de que ya no daba el “Vuelo de los cóndores”. El sábado siguiente vuelve a pasar por la calle el cortejo del circo, pero "Miss Orquídea" ya no figura en él. Solo iba su caballo, con un listón negro.
VII.-  Algunos días después, cuando iba a la escuela por el camino de la playa, Abraham descubre de lejos a "Miss Orquídea" postrada en un sillón en la terraza de una casa frente al mar. La ve muy pálida y delgada. Ocho días seguidos repite el ritual de contemplarla a la distancia. No cruzan palabras y solo se sonríen mutuamente. Al noveno día, Abraham ya no la encuentra y entonces recuerda que el circo estaba a punto de partir. Corre entonces hacia el muelle, y justo llega cuando "Miss Orquídea" se disponía a subir al botecillo que la llevaría al vapor en que se marcha el circo. Se cruzan las miradas. Musitan el adiós. A la distancia el pañuelo que "Miss Orquídea" agita despidiéndose semeja un ala rota, una paloma agonizante .

## Personajes

### Principales
- El narrador, es decir el mismo Abraham Valdelomar, quien relata un episodio que vivió en su lejana niñez ambientada en Pisco, cuando tenía 9 años de edad.
- Miss Orquídea, «una niña blanca, sonriente, de rubios cabellos, lindos y morenos ojos», que era trapecista de un circo que recorría itinerante las ciudades de la costa del Pacífico. Iba siempre acompañada de un señor de edad avanzada y de expresión muy adusta, que parecía ser su apoderado.

### Secundarios
- La familia del narrador: 
  - Los padres: El padre es el típico jefe de hogar de clase media baja, que trabaja todo el día, riguroso e inflexible con sus hijos, aunque a la vez afectuoso con ellos. La  madre, ama de casa, es dulce y bondadosa y tiene a su cargo la abrumadora tarea de velar por una numerosa familia.
  - Los hermanos: 
    - Anfiloquio, el hermano mayor, adolescente, quien vigila a sus hermanos menores;
    - La hermanita de Abraham, la hermana menor de Abraham, cuyo nombre no es mencionado,es la preferida de su hermano.

- Los artistas del circo:
  - Mister Kendall, el barrista, apodado el hombre de goma. Gallardo y musculoso, con sus negros, espesos y retorcidos bigotes.
  - Mister Glandys, el domador, con su oso bailarín.
  - Miss Blutner, bellísima artista que iba con su caballo blanco, el caballo matemático, que respondía preguntas de aritmética con movimientos de cabeza.
  - El payaso Confitito, rey de los payasos del Pacífico, recitador de coplas burlescas, y su mono.

También habría que mencionar a la gente de Pisco, los granujas o chiquillos vagabundos, los ayudantes y trabajadores del circo, etc.

## Escenarios
La acción transcurre en el puerto de Pisco. Los escenarios son: 
- La casa de la familia de Abraham, frente al mar.
- El muelle o embarcadero.
- La playa.
- El circo, cuya enorme carpa se levanta en un corralón, situado entre unas callejuelas estrechas de la población.

## Crítica y análisis estilístico
Evidentemente se trata de una historia muy sencilla y hasta podría decirse dulzona, pero con su habitual maestría Valdelomar construye alrededor de ella un mundo rico de sutiles emociones, donde podemos reconocernos, de algún modo, los seres humanos de cualquier latitud.
En este relato se reconocen muchas de las características propias de los celebrados cuentos criollos del autor, de los que forma parte también El caballero Carmelo. Entre esas características están:
- Su lenguaje claro y sencillo, ya alejado del artificio y cultismo extremo de la prosa modernista de las primeras obras del autor,[3] aunque conserva todavía descripciones llenas de sensorialidad, color y relieve:

Llegamos por fin al pueblo y poco después al circo. Estaba éste en una estrecha calle. Un grupo de gente se estacionaba en la puerta que iluminaban dos grandes aparatos de bencina de cinco luces. A la entrada, en la acera, había mesitas, con pequeños toldos, donde en floreados vasos con las armas de la patria estaba la espumosa blanca chicha de maní, la amarilla de garbanzos y la dulce de "bonito", las butifarras que eran panes en cuya boca abierta el ají y la lechuga ocultaban la carne; los platos con cebollas picadas en vinagre, la fuente de "escabeche" con sus yacentes pescados, la "causa", sobre cuya blanda masa reposaba graciosamente el rojo de los camarones, el morado de las aceitunas, los pedazos de queso, los repollos verdes y el "pisco" oloroso, alabado por las vendedoras...

- Su marcado carácter autobiográfico, que ya referimos, y que hace que el relato sea una evocación vivencial de sucesos ocurridos durante la niñez del autor.

- Pero sin duda, la nota más relevante es su carácter de relato nostálgico y evocador de un pasado ya lejano y perdido: el amor hogareño, la saludable infancia aldeana en medio de personas sencillas y laboriosas, y teniendo como fondo un paisaje difuminado y melancólico, entre el valle y el mar.[3] Hay que señalar que esta nostalgia ha sido uno de los lados poco entendidos de la personalidad de Abraham Valdelomar, que aparentemente contrastaba con sus poses de dandi y su arrogancia frente a la elite intelectual de Lima.

## Mensaje
Algunos ven en el relato una denuncia contra el abuso de los mayores hacia los menores de edad, ejemplarizado en el caso de la niña trapecista obligada por sus promotores a repetir una peligrosa acrobacia, y cómo un alma pura e inocente como la del niño Abraham descubre entonces en todo su magnitud la maldad humana: “por primera vez comprendí entonces que había hombres muy malos”, dice candorosamente. Es como un despertar brutal y crudo a la realidad prosaica del mundo. Asimismo, el relato nos muestra el despertar del amor de un niño (ya casi en la pubertad) hacia una niña, aunque todavía de forma platónica. Sin duda, ese contraste entre la inocencia infantil y la maldad de algunos hombres en este mundo es lo que hace tan cautivante el relato.